# 凱恩塔克鎮區 (北卡羅萊納州彭德縣)
凱恩塔克鎮區（英語：Canetuck Township）是位於美國北卡羅萊納州彭德縣的一個鎮區。

## 地方資料
凱恩塔克鎮區的面積為114.73平方千米，皆為陸地。根據2020年美國人口普查的數據，當地共有人口430人，而人口密度為每平方千米3.75人。